# 阿布·萨利姆监狱
阿布·萨利姆监狱（阿拉伯语：‎）是位於利比亚的黎波里的一座監獄。监狱內設施简陋，並且缺乏基本的卫生设施、医疗服务和食物。 

## 歷史
監獄建於1984年。該監獄曾分別於1995年7月、1995年12月和1996年6月中旬發生3次越狱事件，涉及人数达400人。 
由於有囚犯越獄，監獄方特地減少食物供應，結果引發囚犯不滿。1996年6月28日，大批囚犯聚集起來抗議，两名監獄警卫在分發食物時遭到囚犯扣押，結果導致一名警衛死亡。其他警衛隨即开枪，造成6名囚犯死亡，约20人受傷。随后包括阿卜杜拉·塞努西在内的政府谈判代表会见了囚犯代表，囚犯要求改善住宿条件、救助生病和受傷的囚犯以及重審囚犯。塞努西不同意重審囚犯，不過他答應只要囚犯释放被扣押的警衛，他可以答應囚犯提出的其他条件。囚犯们決定釋放被扣押的警衛。 6月29日，大批囚犯被告知前往监狱中的一個庭院聚集，囚犯來到庭院後，屋顶突然響起枪声。結果共造成超过1,200名囚犯被杀。 
屠杀發生之后，監獄的情况有所改善。不過1997年至2001年间，監獄內仍然约有200人死于结核病。 屠殺發生後利比亚政府一度否认阿布·萨利姆监狱內有犯人被屠殺。2004年4月18日，卡扎菲承认阿布·萨利姆监狱內曾有犯人被屠杀。 
2007年，阿布·萨利姆监狱的94个家庭向班加西北部地区法院提起诉讼，他們要求查明失踪亲人的下落。法院驳回了他們的起訴，但班加西上诉法院于2008年6月8 日做出裁决，要求政府向監獄犯人的家屬透露犯人的下落。 失踪囚犯和遇难者家属還在班加西举行多場抗议活动。2010年1月24日，利比亚当局封锁了YouTube，因为有人在该网站上傳了有關阿布·萨利姆监狱家屬在班加西抗議的视频。 
2011年1月，阿拉伯利比亚民众国當局表示正在与国际调查人员合作調查監獄屠殺事件。 卡扎菲還同意向受害者家属支付赔偿。 
2006年10月4日，监狱发生骚乱，導致至少1名囚犯死亡、9人受伤。 
2011年第一次利比亞內戰期间，監獄內的囚犯人数再次增加，結果导致監獄內拥挤不堪。 
在的黎波里被全國過渡委員會攻佔前夕，監獄內的囚犯被释放，但囚犯剛剛走出監獄，卡扎菲军队就向他们开枪，造成两人死亡、八人受伤。  2011年8月24 日，該監獄被全國過渡委員會的部隊占领，監獄內仍然未離開的囚犯均被释放。 
截至2012年，一些警卫和卡扎菲时代的高级官员因1996年监狱屠杀事件而被拘留并接受检察官的调查。  2021年5月2日，利比亚最高法院裁定阿布·萨利姆监狱屠杀事件构成种族灭绝，利比亚政府必须通过轉型正義解决此事。 